# Brüngsberg
Brüngsberg ist ein Ortsteil von Aegidienberg, einem Stadtbezirk von Bad Honnef im nordrhein-westfälischen Rhein-Sieg-Kreis.

## Geographie
Brüngsberg liegt im Norden der Gemarkung Aegidienberg auf einer Anhöhe (Beuel) nordöstlich der Bundesautobahn 3. Die Ortschaft umfasst Höhenlagen zwischen 230 und 260 m ü. NHN. In nordwestlicher Richtung fällt das Gelände ins Tal des Logebachs ab, nach Osten zum Kochenbach. Außerhalb der geschlossenen Bebauung befinden sich nordöstlich einige einzeln stehende Gebäude und Höfe, darunter die Quirrenbacher Mühle am gleichnamigen Bachlauf. Zu den nächstgelegenen Ortschaften gehören Quirrenbach ein Kilometer nordöstlich, Kochenbach im Osten (beides zur Stadt Königswinter gehörende Orte des Oberhau), der Weiler Efferoth im Südosten sowie südlich der Autobahn Hövel und das Kirchdorf Aegidienberg. Brüngsberg wird von der Landesstraße 143 (Rottbitze–Aegidienberg–Oberpleis–Troisdorf) auf einem Abschnitt der Deutschen Alleenstraße durchquert. Westlich liegt der Autobahnparkplatz Logebachtal auf beiden Seiten der A 3.

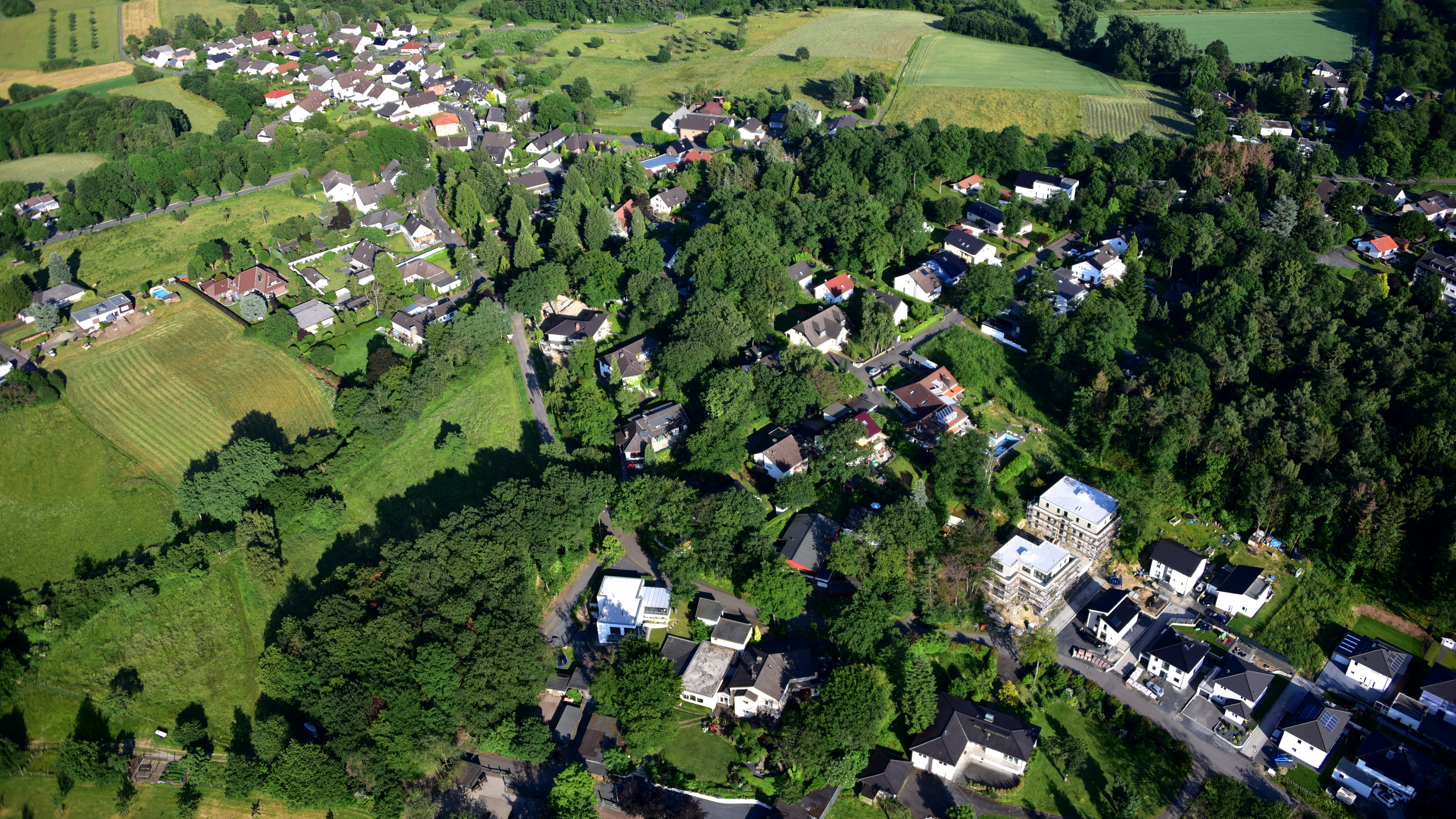
Brüngsberg, Luftaufnahme 2019

## Geschichte
Urkundlich in Erscheinung trat Brüngsberg bereits im 14. Jahrhundert und wurde vermutlich erstmals von Siedlern bewohnt, die entlang des Siegtals und Pleisbachs oder der im Bergbereich verlaufenden Straßen zogen. 1610 wurden in dem Protokoll eines „Hofgedinges“ der Siegburger Abtei St. Michael in Honnef fünf Personen erwähnt, die in dem damals Brünßberg genannten Ort ansässig waren. 1803 verzeichnete Brüngsberg 13 Wohnhäuser. Brüngsberg (früher auch Brungsberg) zählt zu den acht Honschaften, aus denen sich das Kirchspiel Aegidienberg spätestens seit Mitte des 18. Jahrhunderts bis zur Auflösung des Herzogtums Berg im Jahre 1806 zusammensetzte. 1843 war die Zahl der Wohnhäuser auf 21, 1885 auf 30 angestiegen. 1874 war die Straßenverbindung (heutige L 143) von Himberg über Hövel und Brüngsberg bis nach Niederpleis fertiggestellt worden. 
| Grube         | Gewonnene Erze            |
| ------------- | ------------------------- |
| Anrep-Zachäus | Blei, Zink, Eisen, Kupfer |
| Flora         | Blei                      |
| Hoffmann      | Eisen                     |
| Emma-Sofie    | Kupfer                    |
| Cäcilie       | Blei, Zink, Eisen, Kupfer |
| Bosco         | Blei, Zink                |
| Rauher Mann   | Eisen                     |

Von wirtschaftlicher Bedeutung für den Ort war der Betrieb zahlreicher Bergwerke, der intensiv gegen Mitte des 19. Jahrhunderts einsetzte. Unterhalb von Brüngsberg und der direkten Umgebung befinden sich einige Mineralgänge, die Kupfer-, Eisen-, Blei- und Zinkerze enthalten. 
Bis 1869 waren zwölf Gruben in Betrieb gegangenen, die sich zum Teil in Richtung Quirrenbach erstreckten; sie gehörten damals noch der Brüngsberger Grubengewerkschaft und ab 1896 der Stolberger Zink AG. Die größte unter ihnen war die Grube Anrep-Zachäus. Spätestens im Juni 1908 wurde sie wegen der Erschöpfung der Vorkommen stillgelegt. Sowohl diese Grube als auch der Arnold-Erbstollen hinterließen umfangreiche Haldenflächen.
Nordöstlich von Brüngsberg befand sich ein Bauernhaus, das von 1922 bis 1937 als Erholungsheim für Kinder der Neuwieder Firma Rasselstein genutzt und nach Beginn des Zweiten Weltkriegs vom nationalsozialistischen Reichsarbeitsdienst zum Einsatz der weiblichen Jugend übernommen und ausgebaut wurde. Ab 1948 diente es als Kinderheim des Evangelischen Hilfswerks Rheinland, in dem nach Fertigstellung eines im Jahre 1956 begonnenen Erweiterungsbaus bis zu 75 Kinder unterkamen. Geleitet wurde es bis 1959 von der Schweizerin Ruth von Wild. Ab 1959 unterhielt das Evangelische Hilfswerk in Brüngsberg auch ein Internat, das als Förderschule hauptsächlich von Aussiedlerkindern besucht wurde. 1982 zog in das Gebäude des ehemaligen Kinderheims ein Alten- und Pflegeheim ein, das bis heute betrieben wird.
Einwohnerentwicklung
| Jahr | Einwohner |
| ---- | --------- |
| 1816 | 88        |
| 1828 | 98        |
| 1843 | 129       |
| 1885 | 135       |
| 1905 | 128       |
| 1961 | 178       |

## Wappen

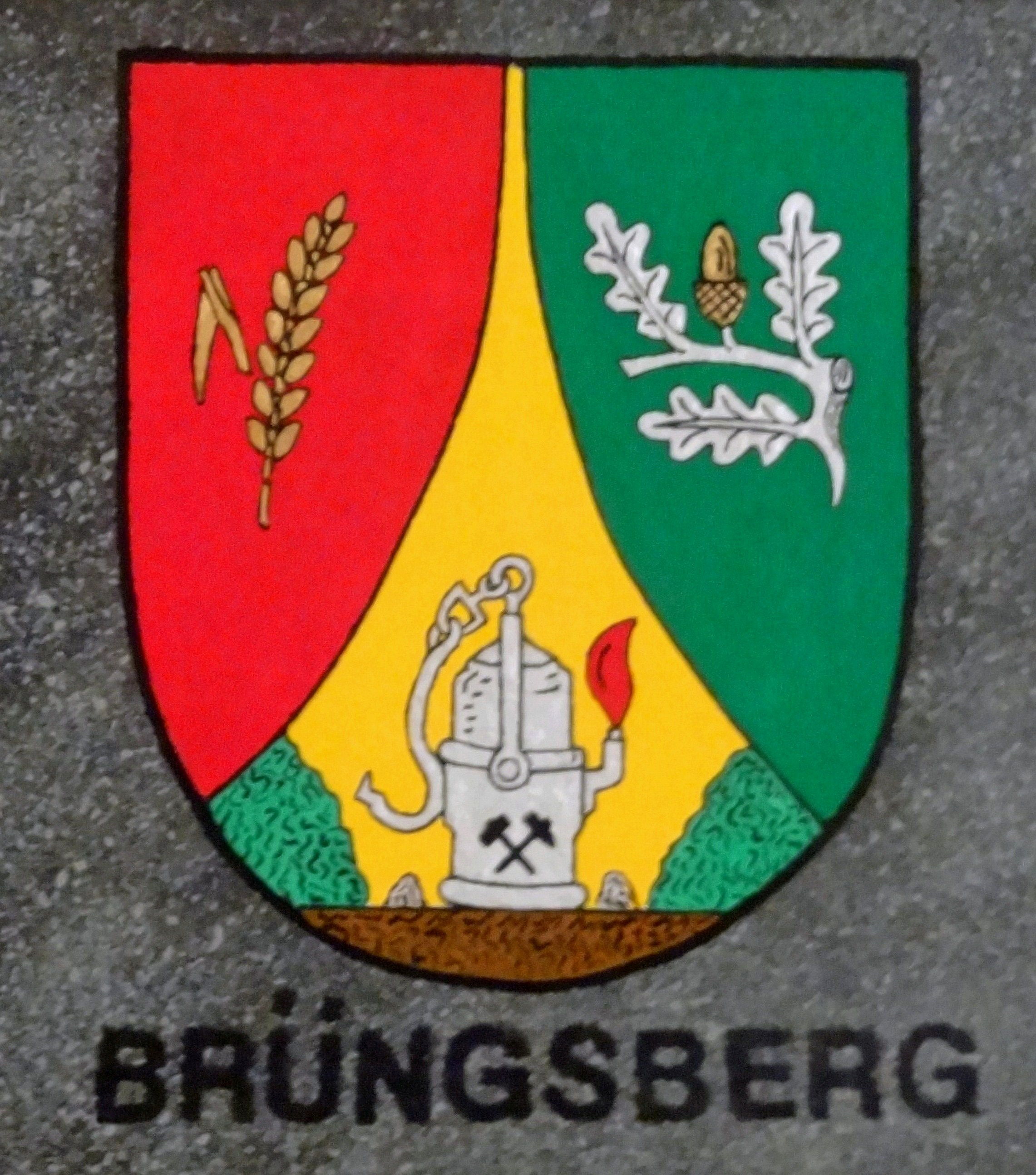
Schiefertafel als Ortswappen

2007 wurde durch den Künstler Richard Lenzgen eine Schiefertafel als Ortswappen von Brüngsberg geschaffen. Sie zeigt im mittleren Feld „in einer eingeschweiften maisgelben Spitze eine Grubenlampe in Silber als typische Karbidlampe“ – ein Hinweis auf die frühere Bedeutung des lokalen Bergbaus. In grünem Feld stehen „drei Eichenblätter in Silber mit einer goldenen Eichel“ für die Forstwirtschaft und auf rotem Grund ist „eine goldene Getreideähre“ als Symbol für die Landwirtschaft dargestellt.

## Sehenswürdigkeiten

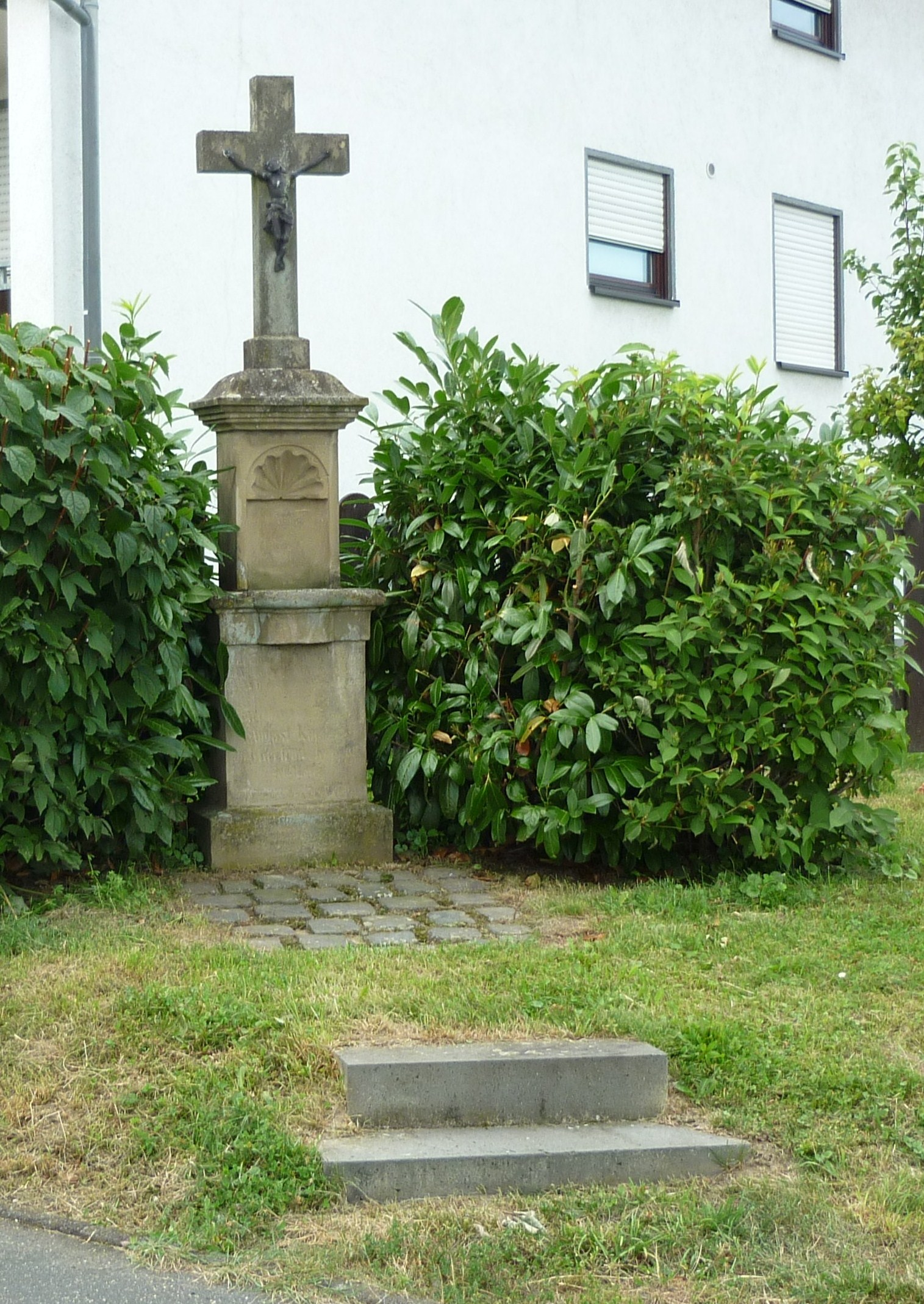
Votivkreuz Brüngsberg

- Die Landesstraße 143 überquert zwischen Hövel und Brüngsberg die A 3 mit einer Steinbrücke, dem sogenannten Westerwälder Tor aus dem Jahre 1938. Als eine der wenigen noch erhaltenen Steinbrücken, die in der Zeit des Baus der Autobahn entstanden sind, gilt sie mit ihrem Mauerwerk aus Grauwacke, ihrem großen Kreissegmentbogen und ihren inneren Rundbögen als Kunstdenkmal.
- Als Baudenkmal in der Denkmalliste der Stadt ausgewiesen ist ein Votivkreuz im Osten der Ortschaft, Bauform: Schaft-/Gliederkreuz, Inschrift verwittert.